# Саласар, Алонсо де
Тори́био Ало́нсо де Саласа́р (исп. Toribio Alonso de Salazar) — первый европеец (испанец), открывший Маршалловы острова 21 августа 1526 года. Де Салазар был капитаном судна Santa María de la Victoria, с которого, как считается, он наблюдал атолл Бокак, однако высадки не осуществил. Его судно было последним уцелевшим из экспедиции Хуана Гарсия Хофре де Лоайсы, пытавшейся повторить кругосветное путешествие Магеллана.